# 矽鈹石
矽鈹石（英語：Phenakite或Phenacite）是一種稀有的含鈹島矽酸鹽礦物，化學式為Be2SiO4。矽鈹石常以單晶的形式出現，偶爾被用作寶石。其斷口呈貝殼狀，無解理，莫氏硬度為7.5-8，比重為2.96。晶體有時無色透明，更常見的是呈灰色或黃色且半透明，有時呈淡玫瑰紅色。從外觀來看，這種礦物與石英相似，且容易混淆。其名稱源自於古希臘語：，羅馬化：phénax，意為「欺騙者」，由Nils Gustaf Nordenskiöld於1833年命名。

## 產生

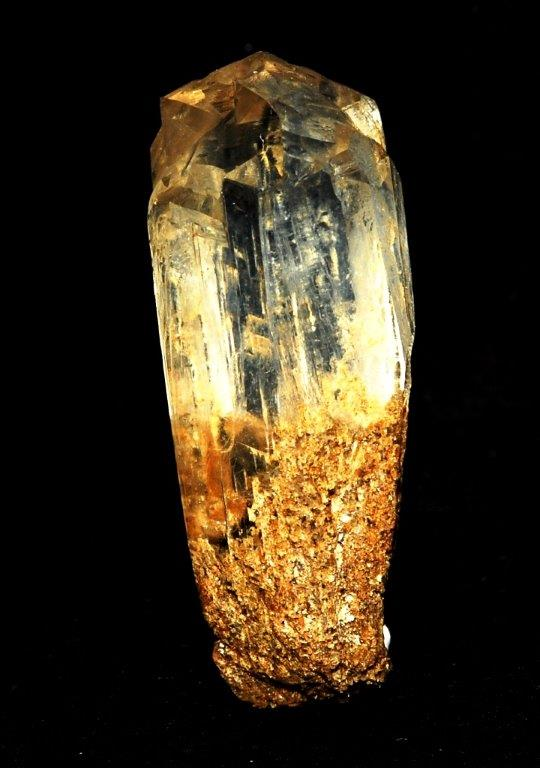
來自南非Noumas II偉晶岩的矽鈹石晶體。（尺寸：1.2x0.5x0.4 cm）

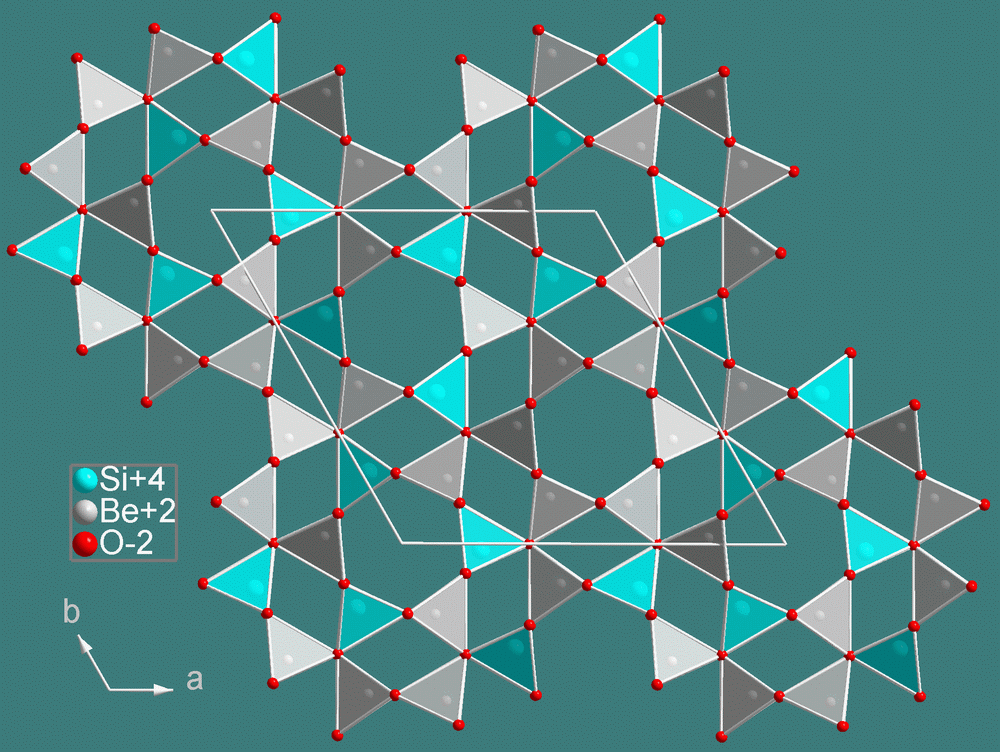
沿c軸觀察的矽鈹石晶體結構

矽鈹石存在於高溫偉晶岩脈以及與石英、金綠寶石、磷灰石和黃玉伴生的雲母片岩中。在俄羅斯烏拉地區葉卡捷琳堡附近的Takovaya河上的祖母綠和金綠寶石礦中很早就被得知有矽鈹石的產出，那裡的雲母片岩中含有大顆的晶體。在烏拉南部伊爾門山脈和美國科羅拉多州派克峰地區的花崗岩中，同時發現了黃玉和天河石。此外，在科羅拉多州安特羅山地區還發現了含有海藍寶石、羥矽鈹石和螢石的矽鈹石。在Noumas II偉晶岩（南非北開普省奧蘭治河偉晶岩帶的一部分）的綠柱石溶洞中發現了呈棱柱狀的小型寶石級矽鈹石單晶。在緬因州的Greenwood發現直径为12英寸（300），重28英磅（13）的大晶体水晶，但這些是有石英礦物假象的矽鈹石。

## 世界之最

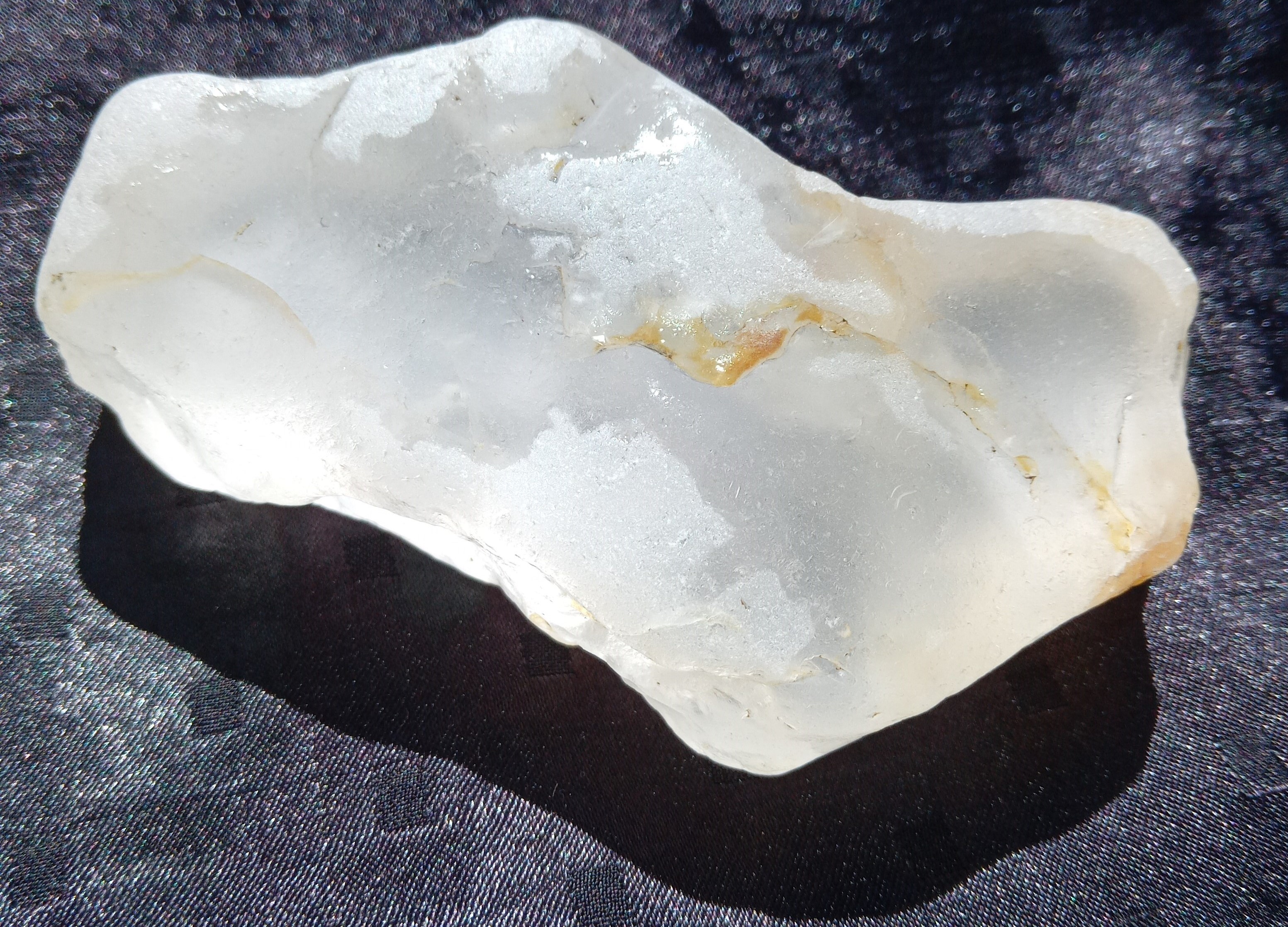
在斯里蘭卡發現的最大的矽鈹石，重616.9克拉。

最大的矽鈹石寶石於2021年11月18日發現來自斯里蘭卡，重達616.9克拉，是同類寶石中最大的。其擁有者是一位來自斯里蘭卡貝魯瓦拉的寶石商，價值約為10億斯里蘭卡盧比。